# Pic Chaussy
De Pic Chaussy is een berg gelegen in de Berner Alpen in Zwitserland. Hij heeft een hoogte van 2.351m.